# Nombre de Shannon
El nombre de Shannon, 10120, és una estimació de la complexitat de l'arbre de joc dels escacs. Va ser calculat per primera vegada per Claude Shannon, el “pare” de la teoria de la informació. D'acord amb al seu càlcul, es realitzen una mitjana de 40 moviments en una partida d'escacs, mentre que cada jugador tria un únic moviment d'uns 30 possibles (de fet, pot ser que hi hagi zero possibilitats com en el cas d'escac i mat, el cas d'empat, o tants com 218. Així són possibles (30·30)40, per tant, 90040 partides d'escacs diferents. De manera aproximada es diu que és igual a 10120, valor que s'obté de resoldre l'equació: 90040 = 10x. Si es reorganitza l'equació s'obté: x = 40·log10900.
Actualment la complexitat de l'arbre de joc dels escacs es calcula al voltant de 10123 (el nombre de posicions possibles en una partida d'escacs s'estima entre 1043 i 1050). Com a comparació, el nombre d'àtoms que s'estima que hi ha a l'Univers queda entre 4·1078 i 6·1079.